# ادوارد تافتی
ادوارد تافتی (انگلیسی: Edward Tufte؛ زادهٔ ۱۴ مارس ۱۹۴۲) آماردان، و استاد تمام بازنشسته و مجسمه‌ساز اهل ایالات متحده آمریکا است وی استاد علم سیاست، آمار و علوم رایانه در دانشگاه ییل است. عمده شهرت وی برای نوشتن مطالبی در زمینهٔ طراحی اطلاعات و پیشرو بودن در زمینهٔ نمایش داده است.
وی همچنین برنده جوایزی همچون کمک هزینه گوگنهایم شده‌است.